# Droits de l'homme au Togo
En matière de droits de l'homme, le Togo en Afrique de l'Ouest est actuellement classé comme « partiellement libre » par Freedom House.

## Vue d'ensemble
Dans le passé, le pays a été étiqueté « non libre » par Freedom House de 1972 à 1998, puis de 2002 à 2006. Il a été classé comme « partiellement libre » de 1999 à 2001 et à nouveau de 2007 à nos jours (selon les responsables gouvernementaux).
Selon un rapport du département d'État américain basé sur les conditions en 2010, les problèmes comprennent « l'utilisation par les forces de sécurité d'une force excessive, y compris la torture, qui a fait des morts et des blessés ; l'impunité officielle ; des conditions de détention dures et potentiellement mortelles ; des arrestations et détentions arbitraires ; la détention provisoire ; l'influence de l'exécutif sur le système judiciaire ; la violation du droit à la vie privée des citoyens ; les restrictions à la liberté de la presse, de réunion et de circulation ; la corruption officielle ; la discrimination et la violence à l'égard des femmes ; la maltraitance des enfants, y compris les mutilations génitales féminines (MGF), et l'exploitation sexuelle des enfants ; la discrimination régionale et ethnique ; la traite des personnes, en particulier des femmes et des enfants ; la discrimination sociétale à l'égard des personnes handicapées ; la discrimination officielle et sociétale à l'égard des homosexuels ; la discrimination sociétale à l'égard des personnes vivant avec le VIH et le travail forcé, y compris par des enfants.
Le rapport 2021 note des améliorations dans les libertés individuelles du pays.

## Contexte historique
Le Togo, autrefois protectorat allemand, puis possession française, a obtenu son indépendance en 1960 et a été critiqué pour son bilan en matière de droits de l'homme depuis lors. Le chef militaire Gnassingbe Eyadema a pris le pouvoir en 1967 ; malgré la légalisation des partis politiques en 1991 et la ratification d'une constitution démocratique en 1992, le régime a continué d'être considéré comme oppressif et, en 1993, l'UE a interrompu son aide en réaction aux violations des droits de l'homme commises par le régime. Après la mort d'Eyadema en 2005, son fils, Faure Gnassingbe, a pris le pouvoir, puis s'est retiré et a été élu lors d'élections qui ont été largement décrites comme ayant été truquées et qui ont donné lieu à des violences qui ont entraîné la mort de 600 personnes et la fuite de 40 000 réfugiés du Togo .
Ce qui suit est un tableau des notes du Togo depuis 1972 dans les rapports de Freedom in the World, publiés chaque année par Freedom House. Une note de 1 correspond à « libre » ; 7 à « non libre ».
| Année | Droits politiques | Libertés civiles | Statut              | Président          |
| 1972  | 7                 | 5                | Non libre           | Gnassingbé Eyadéma |
| 1973  | 7                 | 5                | Non libre           | Gnassingbé Eyadéma |
| 1974  | 7                 | 6                | Non libre           | Gnassingbé Eyadéma |
| 1975  | 7                 | 6                | Non libre           | Gnassingbé Eyadéma |
| 1976  | 7                 | 6                | Non libre           | Gnassingbé Eyadéma |
| 1977  | 7                 | 6                | Non libre           | Gnassingbé Eyadéma |
| 1978  | 7                 | 6                | Non libre           | Gnassingbé Eyadéma |
| 1979  | 7                 | 7                | Non libre           | Gnassingbé Eyadéma |
| 1980  | 7                 | 6                | Non libre           | Gnassingbé Eyadéma |
| 1981  | 7                 | 6                | Non libre           | Gnassingbé Eyadéma |
| 1982  | 7                 | 6                | Non libre           | Gnassingbé Eyadéma |
| 1983  | 7                 | 6                | Non libre           | Gnassingbé Eyadéma |
| 1984  | 6                 | 6                | Non libre           | Gnassingbé Eyadéma |
| 1985  | 6                 | 6                | Non libre           | Gnassingbé Eyadéma |
| 1986  | 6                 | 6                | Non libre           | Gnassingbé Eyadéma |
| 1987  | 6                 | 6                | Non libre           | Gnassingbé Eyadéma |
| 1988  | 6                 | 6                | Non libre           | Gnassingbé Eyadéma |
| 1989  | 6                 | 6                | Non libre           | Gnassingbé Eyadéma |
| 1990  | 6                 | 6                | Non libre           | Gnassingbé Eyadéma |
| 1991  | 6                 | 5                | Non libre           | Gnassingbé Eyadéma |
| 1992  | 6                 | 5                | Non libre           | Gnassingbé Eyadéma |
| 1993  | 7                 | 5                | Non libre           | Gnassingbé Eyadéma |
| 1994  | 6                 | 5                | Non libre           | Gnassingbé Eyadéma |
| 1995  | 6                 | 5                | Non libre           | Gnassingbé Eyadéma |
| 1996  | 6                 | 5                | Non libre           | Gnassingbé Eyadéma |
| 1997  | 6                 | 5                | Non libre           | Gnassingbé Eyadéma |
| 1998  | 6                 | 5                | Non libre           | Gnassingbé Eyadéma |
| 1999  | 5                 | 5                | Partiellement libre | Gnassingbé Eyadéma |
| 2000  | 5                 | 5                | Partiellement libre | Gnassingbé Eyadéma |
| 2001  | 5                 | 5                | Partiellement libre | Gnassingbé Eyadéma |
| 2002  | 6                 | 5                | Non libre           | Gnassingbé Eyadéma |
| 2003  | 6                 | 5                | Non libre           | Gnassingbé Eyadéma |
| 2004  | 6                 | 5                | Non libre           | Gnassingbé Eyadéma |
| 2005  | 6                 | 5                | Non libre           | Gnassingbé Eyadéma |
| 2006  | 6                 | 5                | Non libre           | Faure Gnassingbé   |
| 2007  | 5                 | 5                | Partiellement libre | Faure Gnassingbé   |
| 2008  | 5                 | 5                | Partiellement libre | Faure Gnassingbé   |
| 2009  | 5                 | 4                | Partiellement libre | Faure Gnassingbé   |
| 2010  | 5                 | 4                | Partiellement libre | Faure Gnassingbé   |
| 2011  | 5                 | 4                | Partiellement libre | Faure Gnassingbé   |
| 2012  | 5                 | 4                | Partiellement libre | Faure Gnassingbé   |
| 2013  | 5                 | 4                | Partiellement libre | Faure Gnassingbé   |
| 2014  | 4                 | 4                | Partiellement libre | Faure Gnassingbé   |
| 2015  | 4                 | 4                | Partiellement libre | Faure Gnassingbé   |
| 2016  | 4                 | 4                | Partiellement libre | Faure Gnassingbé   |
| 2017  | 4                 | 4                | Partiellement libre | Faure Gnassingbé   |
| 2018  | 4                 | 4                | Partiellement libre | Faure Gnassingbé   |
| 2019  | 5                 | 4                | Partiellement libre | Faure Gnassingbé   |
| 2020  | 5                 | 4                | Partiellement libre | Faure Gnassingbé   |
| 2021  | 5                 | 4                | Partiellement libre | Faure Gnassingbé   |

## Droits fondamentaux
La constitution et les lois du Togo interdisent la discrimination « fondée sur la race, le sexe, la religion, le handicap, la langue ou le statut social », mais ces interdictions ne sont pas appliquées de manière adéquate. Bien que la constitution et les lois du Togo garantissent la liberté d'expression et de la presse, ces droits sont considérablement restreints, de nombreux journalistes étant condamnés à des amendes ou poursuivis en justice pour diffamation, et certains s'autocensurant pour éviter les poursuites judiciaires ou les représailles violentes. Les amendes pour diffamation peuvent atteindre 5 millions de francs CFA (10 000 USD), et le nombre d'affaires et de condamnations pour diffamation, en particulier pour des déclarations concernant le président et sa famille, a atteint un pic en 2010. En 2011, des journalistes ont créé l'association SOS Journalistes en danger après que plusieurs d'entre eux ont été cités dans une note anonyme, censée provenir du gouvernement, qui menaçait de les torturer et de les maltraiter.
Selon un rapport de 2012 de Freedom House, la taille du secteur des médias privés au Togo « est impressionnante pour un pays relativement petit, et son contenu est souvent très politisé. Il y a environ 30 journaux privés qui publient avec une certaine régularité, y compris deux quotidiens, environ cent stations de radio privées... et huit stations de télévision indépendantes ». La presse écrite n'a pas besoin de licences officielles, mais « l'impunité généralisée pour les crimes contre les journalistes a créé un environnement médiatique illibéral marqué par l'autocensure qui a persisté pendant l'année électorale tendue de 2010 et ne s'est améliorée que marginalement en 2011 ».
La Haute Autorité de l'Audiovisuel et de la Communication (HAAC) est censée être une agence indépendante qui protège la liberté de la presse. En réalité, elle censure les médias au nom du gouvernement et a le pouvoir de suspendre des journaux pendant six mois et de confisquer les cartes de presse et le matériel des journalistes . De plus, les stations de radio ne peuvent pas retransmettre des programmes étrangers sans l'approbation de la HAAC. Pourtant, une grande partie de la presse est très critique à l'égard du gouvernement, tandis que les médias appartenant au gouvernement sont fortement biaisés en sa faveur. Bien que les médias privés se soient développés au cours de la dernière décennie, le gouvernement possède toujours les médias qui ont la plus grande audience, y compris la seule chaîne de télévision nationale .
En 2012, la HAAC a suspendu les tribunes téléphoniques sur Légende FM, une ordonnance appuyée par un magistrat de Lomé. Le directeur de l'information de la station, Guy Mario, a déclaré qu'elle "était punie pour ses émissions de juin dans lesquelles les appelants avaient critiqué la violente répression par les forces de sécurité des manifestations anti-gouvernementales à Lomé… Mario a déclaré que les programmes, qui ont duré neuf jours, présentaient des participants critiquant le gouvernement dans un langage non censuré. La station n'a pas eu la possibilité de se défendre devant un tribunal, ce qui est contraire à la loi togolaise. « Nous n'avons jamais été informés, invités ou convoqués au tribunal - ni nous ni nos avocats », a déclaré Mario.
Lors de la campagne présidentielle de 2010, les journalistes français se sont vu refuser l'accréditation jusqu'au jour du scrutin ; la situation sur ce front s'est améliorée en 2011.
Il n'y a pas de restrictions ni de contrôle de l'utilisation d'Internet. Une force de sécurité est maintenue à l'université de Lomé pour intimider les universitaires, et des informateurs gouvernementaux infiltrés assistent aux cours. Bien que la constitution et les lois du Togo garantissent la liberté de réunion, celle-ci est généralement restreinte, le gouvernement empêchant les réunions de ses opposants et utilisant la force, y compris la force meurtrière, pour disperser les manifestations anti-gouvernementales. De même, bien que le Togo garantisse techniquement le droit de circuler librement dans le pays, de voyager à l'étranger, d'émigrer et d'être rapatrié, ces droits sont également restreints dans la pratique, les forces armées occupant des postes de contrôle dans tout le pays, où elles fouillent arbitrairement les voyageurs et exigent des pots-de-vin.
En mai 2012, une loi a été adoptée pour exiger la notification préalable des manifestations publiques. La même année, les forces de sécurité ont fait un usage excessif de la force pour disperser un certain nombre de manifestants, et le chef de l'ANC a été assigné à résidence pour l'empêcher de participer aux manifestations. Des militants étudiants liés au Mouvement pour l'épanouissement des étudiants togolais (MEET) ont été arrêtés, blessés par des balles en caoutchouc et généralement maltraités .
La corruption est un crime, mais elle est rarement punie. Selon les indicateurs de gouvernance mondiale de la Banque mondiale pour 2009, la corruption du gouvernement est un problème grave. La corruption était courante parmi les fonctionnaires de l'administration pénitentiaire, les officiers de police et les membres de l'appareil judiciaire. L'élection présidentielle de 2005 a été marquée par la fraude, l'intimidation et la violence, mais l'élection de 2010 a été relativement pacifique et considérée comme généralement libre et équitable .
L'opposition a commencé à organiser des manifestations en avril pour réclamer des réformes électorales, appeler à la fin de la dynastie Gnassingbé et insister sur le respect des droits de l'homme. Les forces de sécurité du gouvernement ont brutalement réprimé plusieurs manifestations au milieu de l'année 2012. En octobre 2012, un étudiant en sociologie a qualifié la situation de « très inquiétante », notant que l'opposition « durcit sa position et que le gouvernement ne semble pas l'écouter ». Un ancien ministre de l'économie et des finances a déclaré à la même époque que le peuple togolais « est en colère contre les dérapages du gouvernement en matière de droits de l'homme, qui agit de manière arbitraire et utilise le système judiciaire pour s'accrocher au pouvoir ».
Au Togo, où 33 % de la population est animiste, 28 % catholique, 14 % musulmane sunnite et 10 % protestante, et où les fêtes chrétiennes et musulmanes sont des fêtes nationales, aucun rapport n'a fait état ces dernières années d'atteintes aux droits religieux. liberté ou de discrimination fondée sur l'appartenance religieuse. Selon un rapport du département d'État américain sur la liberté religieuse de 2012, qui note également que les mariages mixtes religieux sont courants, les membres de différentes religions s'invitent régulièrement les uns les autres à des offices religieux.

## Groupes de défense des droits de l'homme
Les groupes de défense des droits de l'homme au Togo comprennent la Ligue togolaise des droits de l'homme, le Centre d'observation et de promotion de l'État de droit et l'Association togolaise pour la défense et la protection des droits de l'homme. Bien que ces groupes, ainsi que bon nombre de leurs homologues internationaux, soient autorisés à opérer au Togo, le gouvernement ne tient généralement pas compte de leurs recommandations. L'Assemblée nationale dispose également d'une commission des droits de l'homme, mais celle-ci joue un rôle minime.

## Les droits des femmes
Le viol est très répandu et constitue un crime passible de 10 ans de prison, parfois 20 ans, par exemple en cas de viol d'enfant ou de viol collectif. Les victimes ont tendance à ne pas signaler les viols en raison de la stigmatisation et de la peur des représailles. Le viol conjugal n'est pas un crime, pas plus que la violence domestique, bien qu'elle soit également répandue. La police a tendance à ne pas s'impliquer dans la violence domestique, le gouvernement n'a pas de programme officiel pour y remédier et les femmes ne connaissent pas leurs droits dans de telles situations. Le harcèlement sexuel est également très répandu et, bien qu'il soit techniquement illégal, la loi qui l'interdit n'est pas appliquée.
Les familles ont le droit de planifier les enfants comme elles le souhaitent. En vertu de la loi, les femmes sont égales, mais elles subissent une discrimination sociale et officielle sur divers fronts, grâce à l'application des lois traditionnelles. Par exemple, les maris ont le droit de dire à leurs femmes de ne pas travailler et de contrôler l'argent qu'elles gagnent. Bien que légalement les femmes aient droit à un salaire égal, cette loi n'est pas respectée dans la plupart des secteurs. Les femmes peuvent posséder des biens, mais n'ont pas droit à une pension alimentaire pour enfants ou à tout autre paiement si elles divorcent et n'ont pas le droit d'hériter des biens de leur mari. La polygamie est courante. C'est au ministère de l'Action sociale et de la Solidarité nationale de veiller à ce que les femmes connaissent leurs droits.

## Droits des enfants
Les mutilations génitales féminines sont illégales depuis 1998, mais la loi est rarement appliquée. Selon le département d'État américain, en 2010, la procédure a été pratiquée sur environ 6 % des filles. Un rapport de 2012 de l'Office fédéral allemand des migrations et de l'asile notait que « l'abolition des MGF  avait été officiellement annoncée et célébrée lors d'une cérémonie nationale à Sokodé les 29 et 30 décembre 2012 ». Grâce en partie à une ONG allemande qui a mené des campagnes d'information nationales sur les MGF et cherché activement à aider les praticiens des MGF à trouver un autre travail, « il y a eu une baisse continue des mutilations génitales féminines ». Le rapport allemand évalue le taux de MGF chez les filles de moins de 14 ans à 0,7 % en 2008 et, contrairement au rapport du département d'État américain, à 0,4 % en 2010. En 2012, on pensait qu'il était encore plus bas.
Selon le rapport 2021 du département du travail des États-Unis sur la traite des êtres humains, le Togo est un pays de destination et d'origine de la traite. La principale forme de trafic vers le pays est le travail forcé dans l'agriculture et les carrières. Au Togo, les trafiquants recrutent souvent des enfants du nord du pays pour travailler dans la capitale Lomé en tant que vendeurs de rue, domestiques, travailleurs du sexe ou pour des travaux impliquant des machines dangereuses. Les restrictions de voyage et les couvre-feux imposés en raison de la pandémie de Covid-19 ont considérablement accru la vulnérabilité des enfants à la traite.

## Droits des personnes handicapées
La discrimination contre les personnes handicapées est illégale, mais cette loi n'est pas bien appliquée. Bien que de nombreux bâtiments disposent de rampes pour fauteuils roulants, aucune loi n'exige que les bâtiments publics soient accessibles aux fauteuils roulants, et des bâtiments ou des transports inaccessibles peuvent interférer avec le vote et la participation civique. Les enfants handicapés ont souvent accès à l'éducation, y compris dans des écoles pour personnes handicapées. Il existe un ministère de l'Action sociale, de la Promotion de la femme et de l'Alphabétisation qui organise des campagnes de sensibilisation, propose des formations professionnelles et distribue de la nourriture et des vêtements.

## Droits LGBT
La loi nationale stipule que « les actes contre nature commis avec une personne de son sexe », généralement compris comme faisant référence à l'homosexualité, sont passibles d'une peine pouvant aller jusqu'à trois ans de prison, mais cela est rarement appliqué dans la pratique ; les poursuites contre les personnes LGBT sont souvent fondées sur d'autres infractions, telles que la miction publique. Les personnes transgenres n'ont pas le droit de changer de sexe sur les documents d'identité délivrés par le gouvernement. Il existe également une discrimination sociétale et institutionnelle généralisée à l'égard des personnes LGBT.

## Droits liés au VIH/SIDA
La discrimination contre les personnes vivant avec le VIH/SIDA est illégale, mais répandue. Le Conseil national de lutte contre le sida existe pour lutter contre la discrimination par le biais de formations sur le VIH/sida et de campagnes de sensibilisation. Les membres de la famille sont souvent ostracisés après un diagnostic de VIH, et de nombreux Togolais pensent que le VIH/SIDA est une forme de punition cosmique pour les actes répréhensibles.

## Droits des employés
Les travailleurs ont le droit d'adhérer à des syndicats et la plupart ont le droit de grève et de négociation collective, dans certaines limites. La discrimination antisyndicale, le travail forcé et le travail des enfants sont illégaux, mais ces lois ne sont pas bien appliquées. De nombreux enfants travaillent comme mendiants, domestiques, ouvriers agricoles et autres emplois, les plus dangereux étant dans les carrières, certains d'entre eux étant essentiellement des esclaves, tandis que de nombreuses femmes sont obligées de travailler comme prostituées ou domestiques. Bien qu'il soit illégal d'employer des enfants de moins de 15 ans, certains enfants n'ayant pas plus de cinq ans ont un emploi. Le ministère de l'Action sociale et de la Solidarité nationale est censé faire appliquer la loi contre le travail des enfants, mais son application est faible. Il existe des salaires minimums pour différents types de travail, mais ils sont très bas et non appliqués. Il existe également des lois limitant les heures de travail, etc., mais celles-ci ont tendance à être ignorées et non imposées.
Selon un rapport de 2012 du département américain du travail, « le Togo a fait des progrès minimes dans les efforts visant à éliminer les pires formes de travail des enfants » en 2011, les comités locaux du travail des enfants élargissant leurs efforts « en suivant le retour des victimes de la traite et en améliorant coordination en partageant des informations avec des responsables gouvernementaux au cours de la période de référence ». En outre, le gouvernement togolais coopère avec « des projets financés par des donateurs pour lutter contre les pires formes de travail des enfants et exploite une ligne d'assistance téléphonique pour signaler la maltraitance des enfants ». Pourtant, le Togo doit encore consacrer « des ressources suffisantes pour faire appliquer efficacement ses lois sur le travail des enfants » et les mineurs « continuent de travailler dans des conditions dangereuses ».

## Droits religieux
En 2022, Freedom House a évalué la liberté religieuse du Togo à 3 sur 4 , notant que la liberté religieuse est protégée par la Constitution et généralement respectée dans la pratique. L'islam, le catholicisme et le protestantisme sont reconnus par l'État ; d'autres groupes doivent s'enregistrer en tant qu'associations religieuses pour recevoir des avantages similaires. Le processus d'enregistrement a été soumis à de longs retards avec près de 900 demandes en attente au début de 2021.

## Droits des réfugiés et des demandeurs d'asile
Le Togo travaille avec des organisations internationales pour aider les réfugiés, les demandeurs d'asile et autres. Bien que ses lois ne prévoient pas l'octroi de l'asile ou du statut de réfugié, le gouvernement a mis en place un système pour subvenir aux besoins de ces personnes. En 2010, plusieurs centaines de réfugiés du Ghana vivaient au Togo.

## Droits des personnes en état d'arrestation
La police a battu des suspects pendant les interrogatoires, de façon routinière et en toute impunité. Même les enfants risquent d'être battus dans de telles situations. Bien que les arrestations et détentions arbitraires soient contraires à la loi et à la constitution, elles se produisent néanmoins. En règle générale, la police est inefficace et corrompue, et s'en tire régulièrement avec des abus. Alors que divers agents publics sont habilités à délivrer des mandats d'arrêt, des personnes sont encore souvent arrêtées sans mandat et détenues au secret. Bien que la loi stipule que les personnes détenues ont le droit d'être informées des accusations portées contre elles et interdit la détention sans inculpation pendant plus de 48 (ou parfois 96) heures, ces règles sont souvent ignorées. Les opposants politiques au gouvernement sont souvent arrêtés arbitrairement. Les débiteurs sont également souvent arrêtés, cela aussi est contraire à la loi.

## Droits des justiciables
En 2007, les victimes d'abus lors des élections de 2005 ont dû payer une somme au tribunal en échange de l'avancement de leur dossier. Certaines des personnes qui ont payé n'ont rien reçu en retour. En raison notamment d'une pénurie de juges et d'autres fonctionnaires judiciaires qualifiés, les accusés sont souvent maintenus en détention provisoire pendant de longues périodes, qui sont parfois plus longues que les peines auxquelles ils auraient été condamnés s'ils avaient été jugés et déclarés coupables. En outre, la corruption judiciaire est considérable, le pouvoir exécutif exerçant une influence sur les juges et les avocats corrompant les juges. Les juges qui soutiennent le parti au pouvoir se voient attribuer des postes plus élevés que ceux qui soutiennent un système judiciaire indépendant. Il n'y a pas de présomption d'innocence ; il y a des procès avec jury ; les procès sont ouverts. Les accusés ont droit à un avocat et en reçoivent un s'ils n'ont pas les moyens de le payer. Ce droit et d'autres sont généralement respectés dans la pratique, mais le droit des accusés à voir les preuves du gouvernement ne l'est pas. Dans les villages ruraux, les chefs ou les anciens sont habilités à juger les affaires mineures.
Un jeune volontaire britannique des droits de l'homme au Togo décrit avoir assisté à un procès au cours duquel il a été engagé comme traducteur.

## Droits des personnes en prison
Les gardiens de prison battent les détenus, également de manière routinière et en toute impunité. Les prisons sont surpeuplées et insalubres, la nourriture et les soins médicaux ne sont pas satisfaisants ; les prisonniers malades doivent payer les gardiens pour être soignés à l'infirmerie, ainsi que pour prendre une douche, utiliser les toilettes ou disposer d'un lit de camp. Le harcèlement sexuel des femmes détenues est courant. Les prisonniers sont autorisés à recevoir des visiteurs et à pratiquer leur religion. Ils sont également autorisés à déposer des plaintes, mais les autorités ne font généralement rien pour y répondre. Les enquêtes sur les conditions de détention sont rares, bien que des groupes tels que la Croix-Rouge soient autorisés à inspecter les installations pénitentiaires. Le ministère de la Justice est censé administrer un programme de réforme pénitentiaire à long terme, le Programme d'appui urgent aux prisons, financé par l'UE, mais il n'a guère changé. En juin 2010, le Togo a aboli la peine de mort et toutes les personnes qui avaient été condamnées à mort ont vu leur peine commuée en prison à vie.
Un rapport de 2012 du Réseau régional intégré d'information (IRIN) indique que « les 12 prisons du Togo - dont beaucoup sont délabrées - contiennent plus du double de leur capacité nominale. La congestion, ainsi que l'insuffisance de la nourriture, des soins médicaux et des conditions d'hygiène, ont entraîné des maladies et des décès ». La plupart des détenus sont des personnes en attente de jugement, dont la moitié n'ont pas été inculpées. Le rapport cite les propos d'un prisonnier : « Nous dormons très près les uns des autres, la tête sur les pieds de quelqu'un d'autre, comme des sardines dans une boîte de conserve. La nuit, nous dormons par équipes, tandis que certains s'allongent, les autres se tiennent debout contre le mur et attendent impatiemment leur tour ». Le groupe de surveillance Atlas of Torture a classé le Togo au quatrième rang des pires pays du monde en ce qui concerne le nombre de détenus attendant d'être jugés. IRIN a également noté que certaines personnes dont la libération a été ordonnée par les tribunaux continuent d'être détenues en prison.